# Basílica y Santuario de Nuestra Señora del Perpetuo Socorro (Boston)

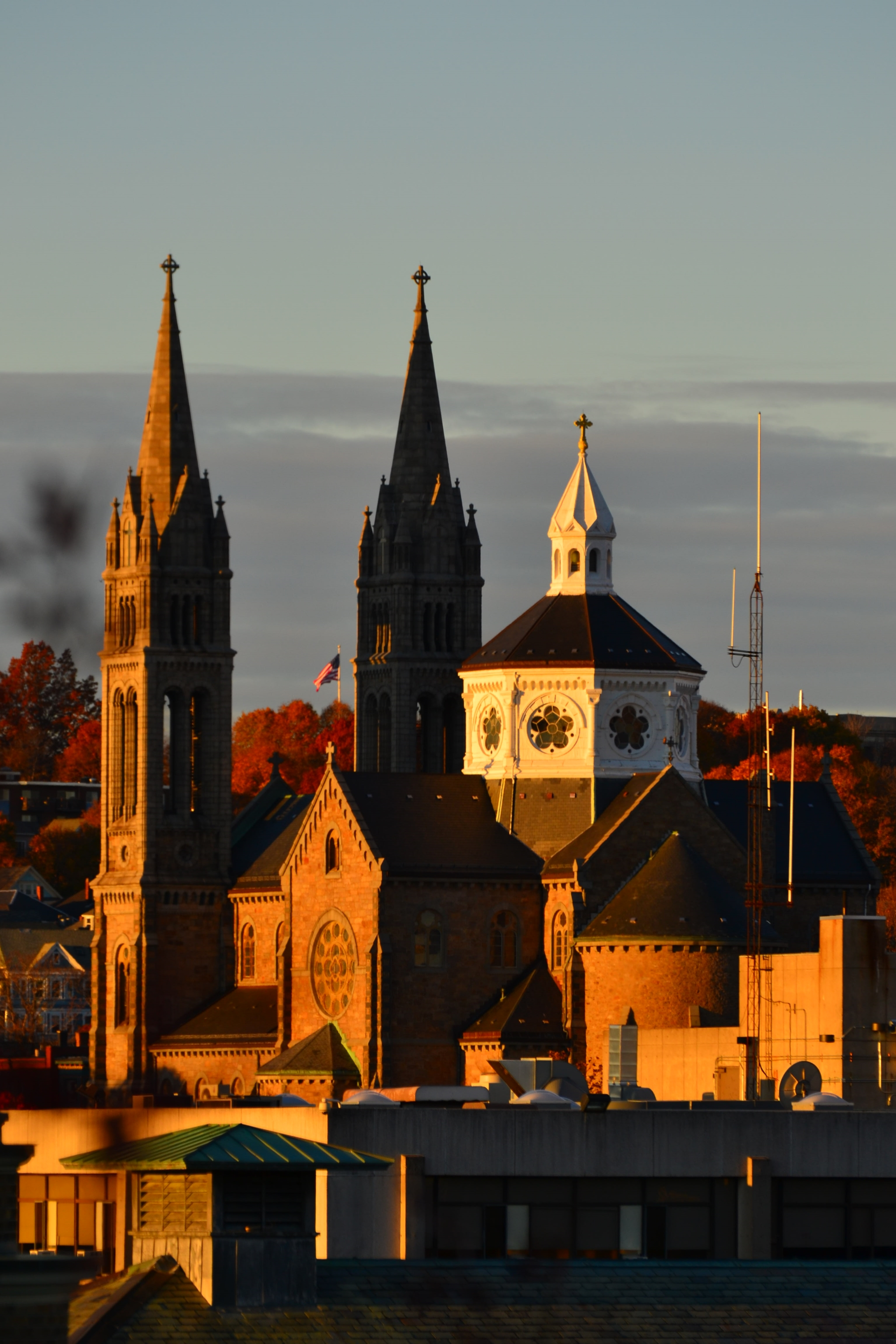
Otra vista de la iglesia

La Basílica y Santuario de Nuestra Señora del Perpetuo Socorro (en inglés: Basilica and Shrine of Our Lady of Perpetual Help) Es una basílica católica en el barrio de Mission Hill en Boston, Massachusetts, en Estados Unidos a veces conocida como «La Iglesia de la Misión». Los redentoristas de la provincia de Baltimore han gestionado la parroquia desde que la iglesia fue abierta por primera vez en 1870.
En mayo de 1869, el reverendo James A. Healy, pastor de la Iglesia St. James en Boston, invitó a los redentoristas a establecer una misión parroquial. En septiembre de 1869 los redentoristas adquirieron un sitio en Roxbury, entonces conocido como las Tierras Altas de Boston, en Parker Hill.
Los redentoristas construyeron una modesta iglesia de madera en el lugar en 1870. Esta sirvió como una "casa de la misión", una base para los sacerdotes que viajaban a partes distantes de Massachusetts, Canadá y otros lugares. La iglesia estaba dedicada a Nuestra Señora del Perpetuo Socorro. La primera misa fue pronunciada el 29 de enero de 1871. La edificación original estaba ubicada en el sitio donde ahora se encuentra la rectoría.
La iglesia actual fue diseñada por los arquitectos William Schickel e Isaac Ditmars de Nueva York. La entonces congregación católica alemana abrió sus puertas en 1874. Fue consagrada en 1878.